# وسيط رعاية تجارية
وسيط الرعاية التجارية (وسيط الدعم التجاري) هو شخص، أو وكالة أو شركة تقوم بشراء تمويل الرعاية للممتلكات (و يُعرّف بأنه منفذ بيع مع جمهور وحيد يوفر تجربة إيجابية). سماسرة الرعاية يميلون إلى التخصص في مجالات متخصصة في مجال تسويق الرعاية.
يمكن أن تكون الرعاية النموذجية، على سبيل المثال، ترتيبًا لتبادل الإعلانات حول مسؤولية توفير التمويل لحدث علمي أو ادبي أو حدث شعبي. على سبيل المثال، قد يقدم كيان شركة معدات لنطاق شهير في مقابل الاعتراف بالعلامة التجارية . يكسب الداعم شعبية بهذه الطريقة في حين أن الراعي يمكنه كسب الكثير من المال و / أو الحصول على معدات موسيقية مجانية. هذا النوع من الرعاية بارز في قطاعات الرياضة والفنون والإعلام والجمعيات الخيرية.